# Bessi
Bessii erau un trib independent al tracilor, care trăia pe teritoriul cuprins între Munții Rodopi și cursul superior al râului Marița (Hebrus). Herodot îi descrie ca un fel de castă-preoțească între satri, bessii fiind interpreții divinațiilor sub forma de incantații profetice ale unei preotese a unui altar-oracol al lui Dionysos aflat pe vârful unui munte, care se crede că este Perperikon.
În Strabon, însă, bessii sunt descriși ca cei mai feroce dintre triburile trace independente, locuind în apropiere de lanțul Mons Haemus.
Au opus o rezistență dârză macedonenilor și apoi romanilor, încât numai după lupte îndelungate au putut să fie supuși. Ei au trecut și în nordul Dunării, căci îi întâlnim și în Carpații septentrionali.